# Новая Балыкла
Новая Балыкла («балык» татар. «рыба/рыбий, рыбный», неофиц. название «Карамалка») — деревня в Камышлинском районе Самарской области, входит в Сельское поселение Балыкла. Административный центр сельского поселения находится в селе Старая Балыкла, председатель Юсупов Расил Минсагитович.
Деревня насчитывает 2 улицы: Сибирская и Центральная.
Население по данным Всероссийской переписи населения 2010 года составляет 59 человек. Национальный состав — татары.